# Handelshögskolan i Stockholms huvudbyggnad

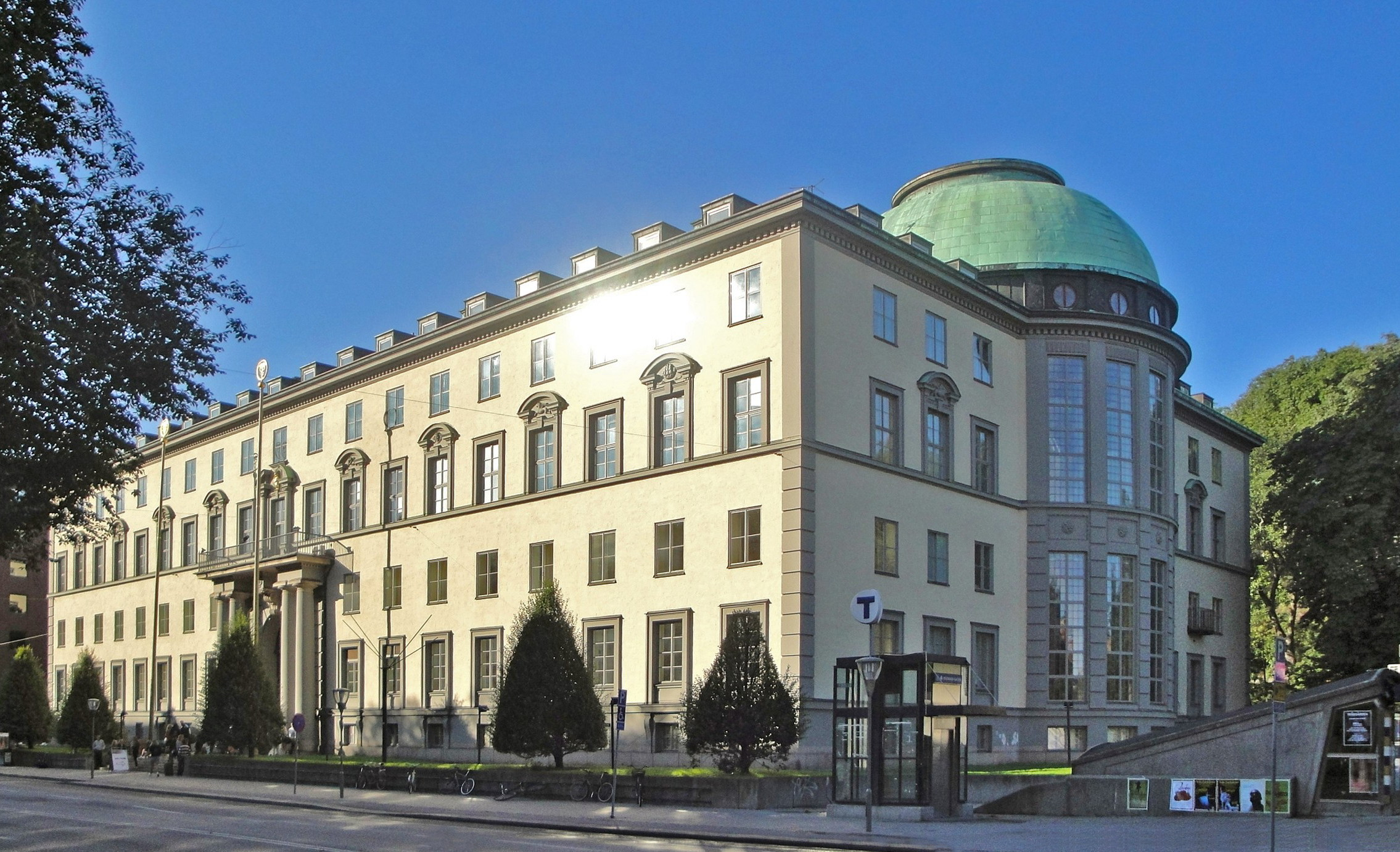
Handelshögskolan i Stockholm.

Handelshögskolan i Stockholms huvudbyggnad uppfördes 1925 vid Sveavägen 65 i stadsdelen Vasastan i Stockholm, efter ritningar av arkitekt Ivar Tengbom. Fastigheten är blåmärkt av Stadsmuseet i Stockholm vilket är den högsta klassen och innebär "att bebyggelsen bedöms ha synnerligen höga kulturhistoriska värden".

## Historik

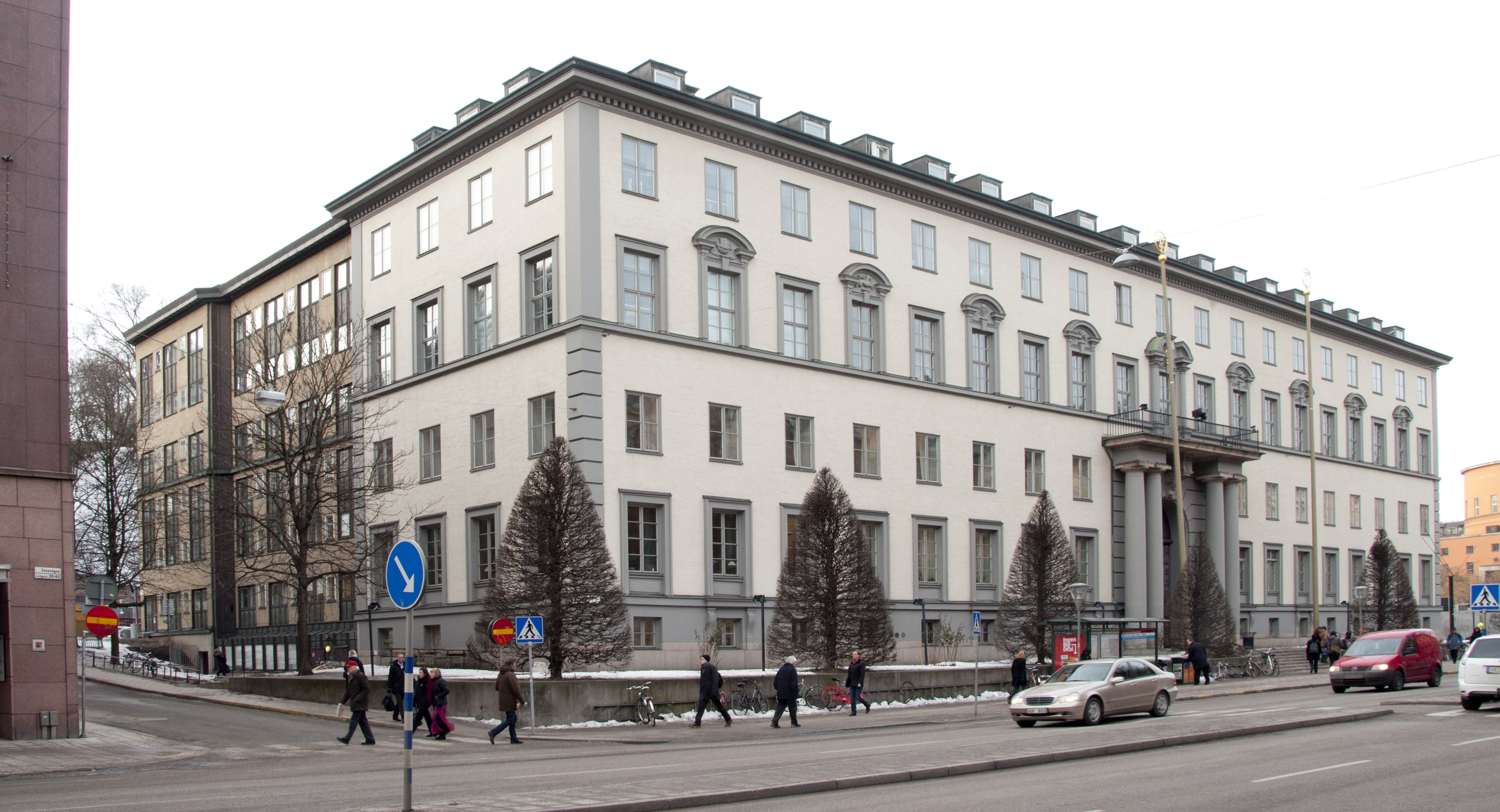
Fasader mot Sveavägen och Kungstensgatan.

Handelshögskolan i Stockholm var i början av 1920-talet den enda handelshögskolan i Sverige och den civilekonomexamen skolan skapat blev snabbt populär vilket medförde att antalet studenter ökade snabbt. Detta ledde till att de hyrda lokalerna i hotellet vid Brunkebergstorg inte längre räckte till. Handelshögskoleföreningen, bestående av skolans ägare, fattade därför beslut om att en ny, mer ändamålsenlig byggnad skulle uppföras för skolan vid Sveavägen 65. Till arkitekt utsågs Ivar Tengbom. Byggnaden, som uppfördes av byggfirman Hesselman & Bergström, stod färdig i slutet av år 1925. Verksamheten flyttade in i de nya lokalerna året därpå.

### Aula, bibliotek och rotunda

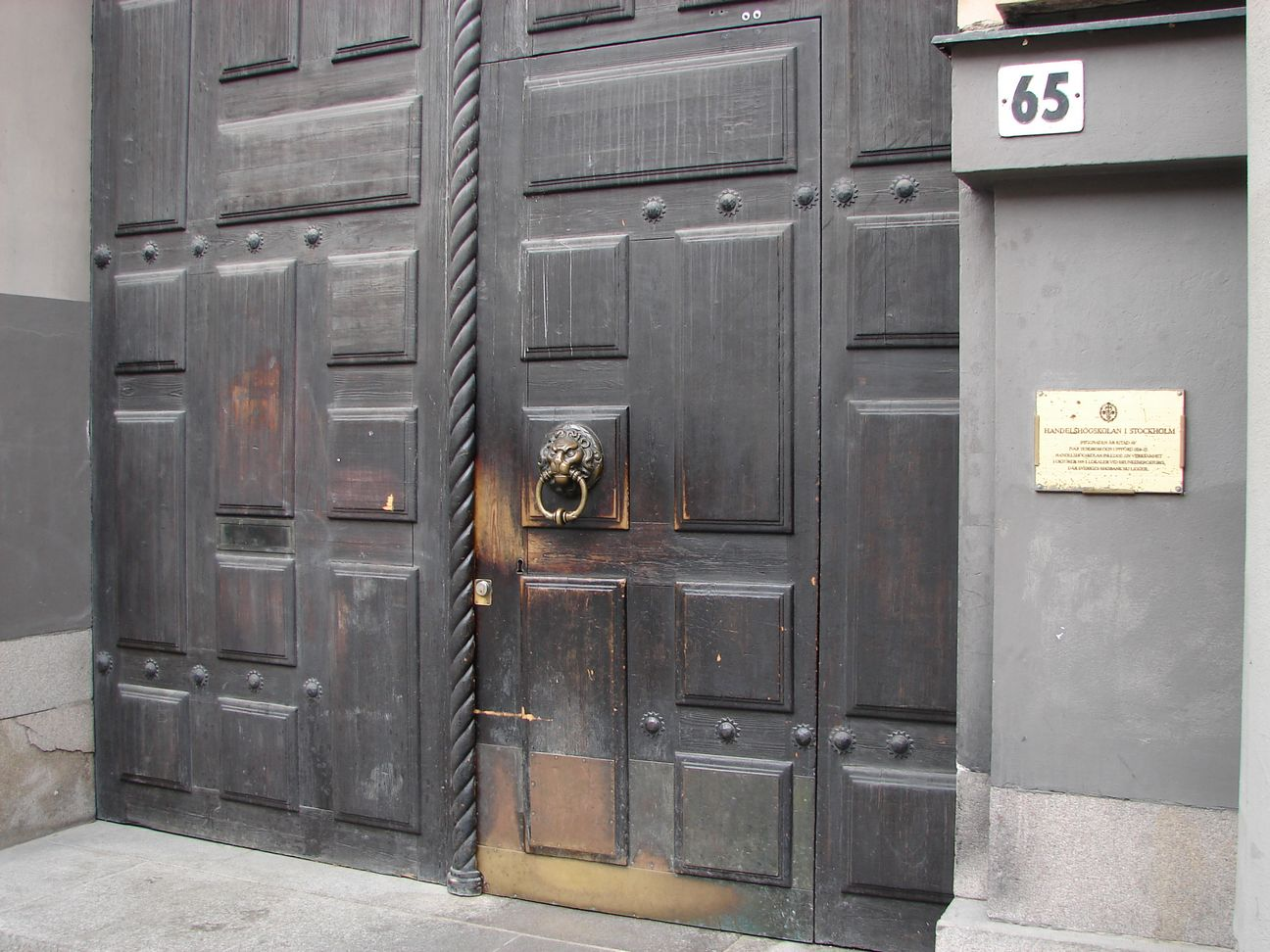
Den tio meter höga ekporten vid Sveavägen 65.

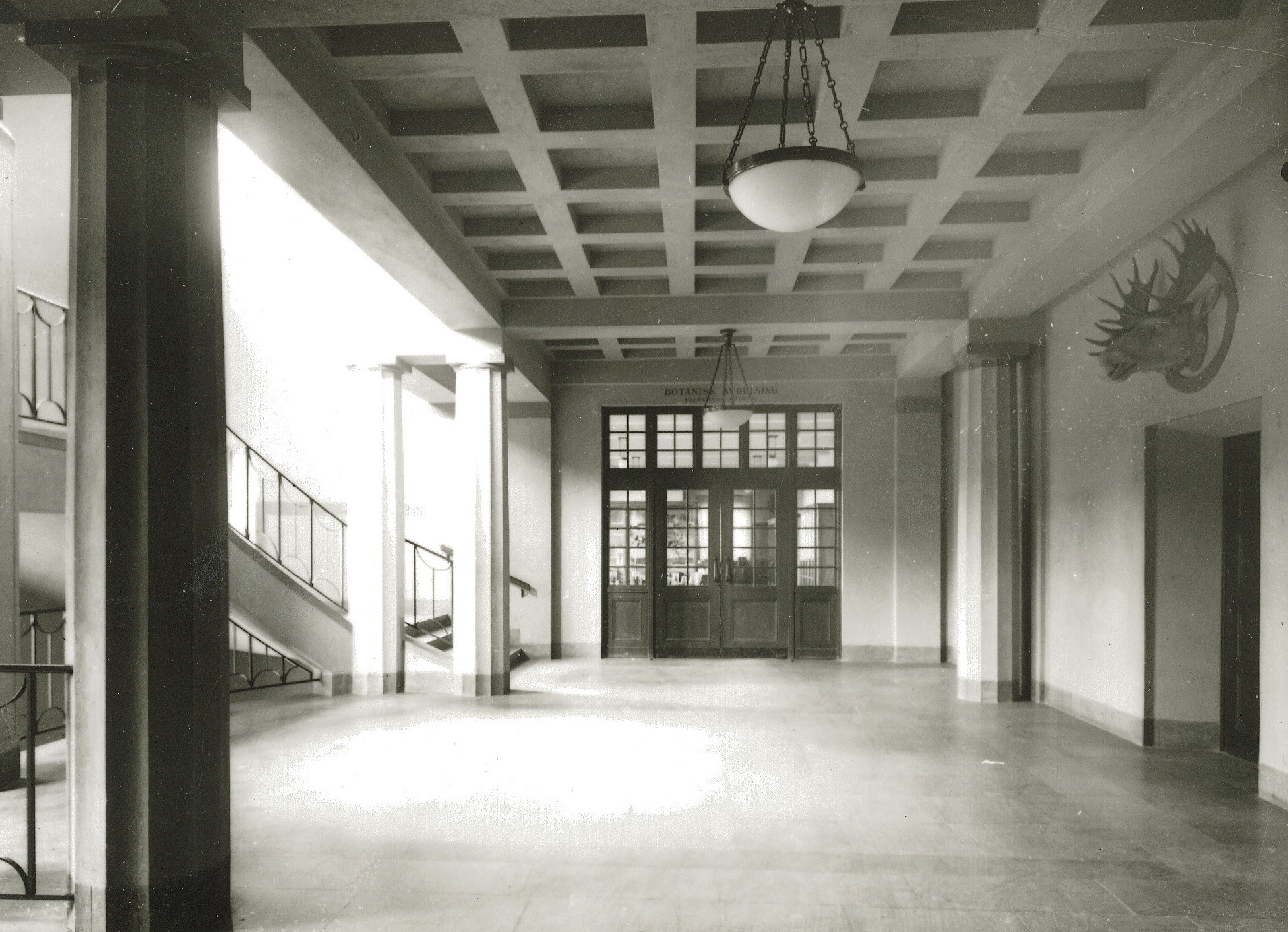
Trapphallen på 1930-talet.

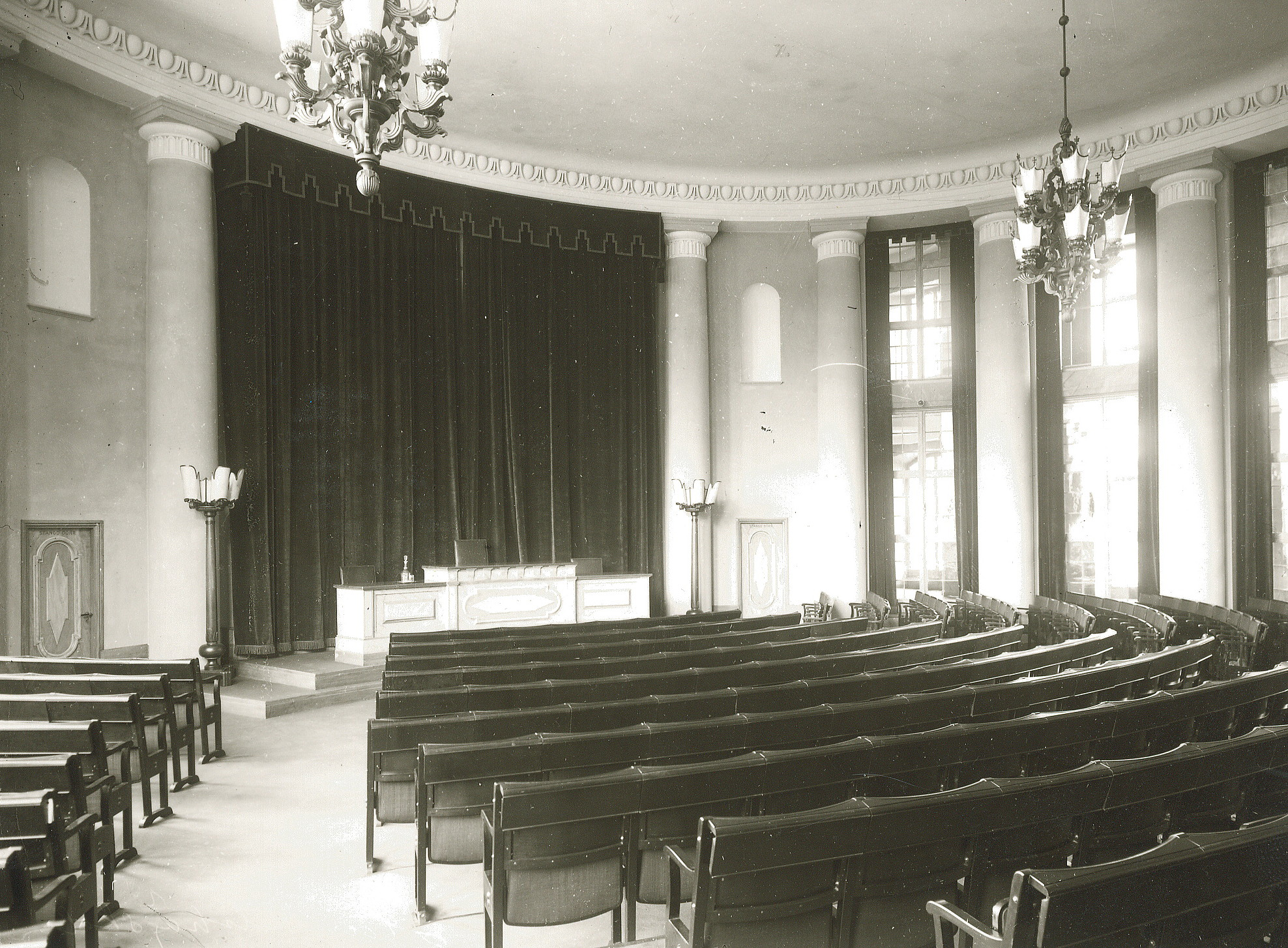
Aulan på 1930-talet.

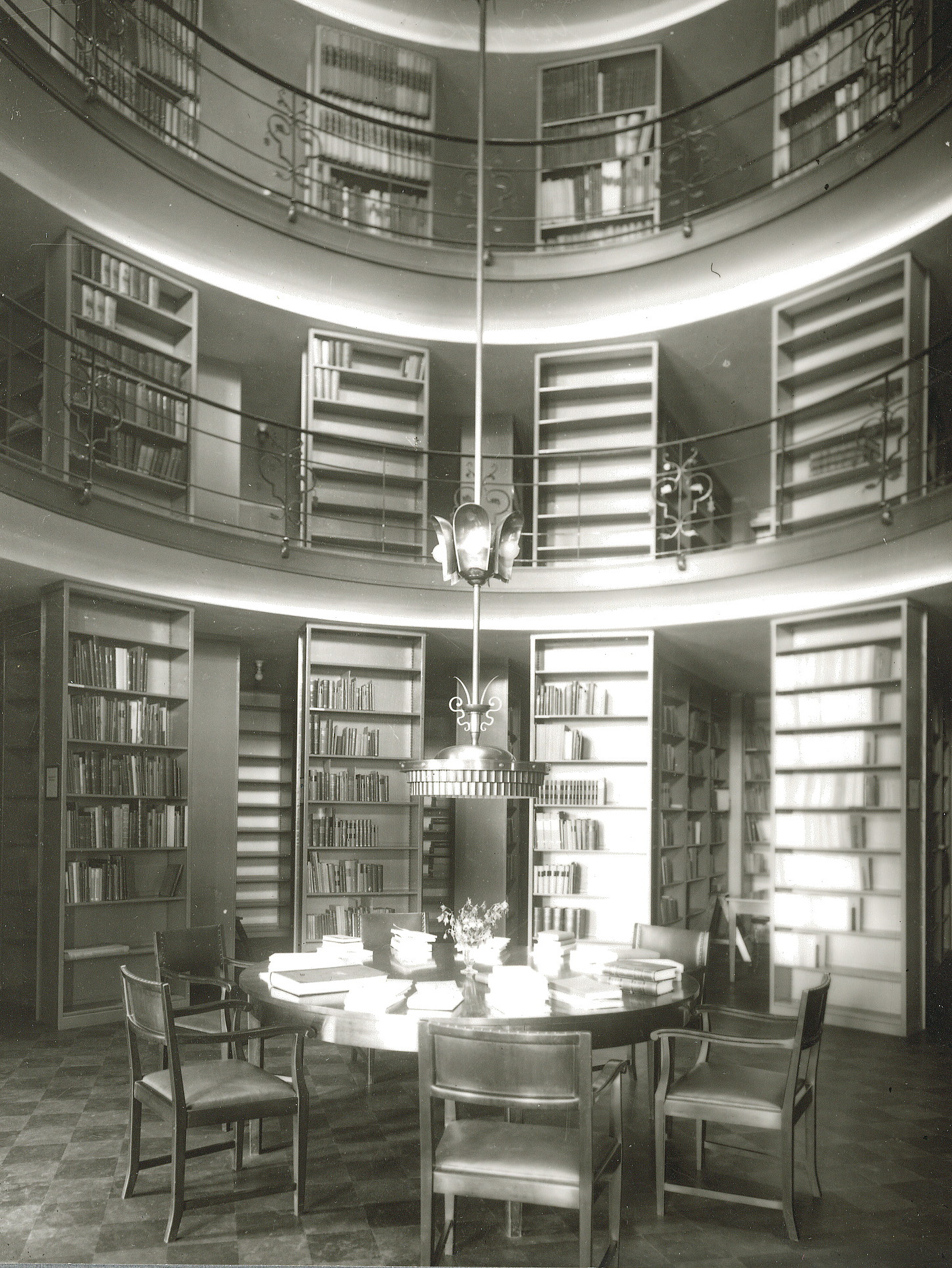
Biblioteket på 1930-talet.

Den arkitektoniskt sett mest intressanta delen av den ursprungliga huvudbyggnaden, är dess burspråk och kupol, vilka utgör del av byggnadens norra fasad, i riktning mot Observatorielunden och Stockholms stadsbibliotek. Innanför burspråket ligger, på byggnadens botten- och första våning, skolans stora aula med plats för 300 åhörare. Aularummet är elliptiskt och flankeras av antika kolonner med doriska kapitäl. 
På de högre våningarna innanför burspråket finns skolans bibliotek. Inuti den sfäriska kupolen finns fyra mindre, elliptiska våningsplan (våning 7-10) med specialanpassade bokhyllor och läsplatser med utsikt över Observatorielunden. En spiraltrappa förbinder kupolens olika våningar med resten av biblioteket. De elliptiska våningsplanen i kupolen, kallas för "Boktornet".
Handelshögskolans bibliotek var ursprungligen slutet, det vill säga endast bibliotekets personal hade tillträde; idag har dock skolans studenter och forskare rätt att besöka samlingarna och själva hämta de böcker de vill låna. Biblioteket har till stor del kvar sin originalinredning från byggnadens invigning år 1925, inkluderande väggbeklädnader i form av mörka ek- och valnötsträpaneler, innerväggar av ek och infattat glas samt ornamentering i smidesjärn. På källarvåningen under aulan, ligger en cirkelformad rotunda. Här planerar skolans studentkår att bygga en ny bar med dansgolv. 

### Fasad och porten mot Sveavägen
Skulpturen av Merkurius (i grekisk mytologi Hermes) samt stenreliefer i fönsterkornischer på högskolans fasad mot Sveavägen, utfördes av Ansgar Almquist (1889-1973, även Ansgarius Almquist). Almquist, som studerat vid École des Beaux Arts i Paris i Frankrike, har även utfört reliefer i nischerna i fasaden till Bolinderska palatset i Stockholm och trappmäklare i brons i trapphallen i Stockholms Konserthus.
Huvudbyggnadens stora port mot Sveavägen, utgörs av två stycken 5 meter höga dörrar i massiv ek. Portalen i sin helhet är 7 meter hög. En intressant detalj är dörrarnas låskonstruktion, som är en kopia av en medeltida låskonstruktion. Låset sitter fäst på insidan av den högra dörren och har de imponerande måtten 35 cm (längd), 20 cm (bredd) och 10 cm (höjd).

### Om- och tillbyggnader under efterkrigstiden
Huvudbyggnaden vid Sveavägen 65 har under efterkrigstiden (1945-1989) byggts ut vid två tillfällen. 
1976 byggdes en ny sydlig flygel vid Kungstensgatan, för administration och forskning. Denna ritades av arkitekt Åke Ahlström (1918-2001) och uppfördes 1976. Därefter genomfördes, under ledning av Ahlström, en omfattande renovering av huvudbyggnaden, med bland annat installation av ny spiraltrappa i betong. Ahlström är även känd för Riksarkivets huvudbyggnad på Kungsholmen i Stockholm (uppförd 1968). 
En ny västlig flygel mot Saltmätargatans nordligaste del (nuvarande Bertil Ohlins gata), byggdes senare. Denna bestod av en korridor och två delvis underjordiska föreläsningssalar, Ragnar och Torsten. Korridoren förband huvudbyggnadens nordliga och sydliga flyglar med de två nybyggda föreläsningssalarna. Dessa namngavs efter bröderna Ragnar Söderberg och Torsten Söderberg, vars stiftelse gjort stora donationer till skolan. Genom uppförandet av de sydliga och västliga flyglarna, fick byggnaden en sluten innergård. Innergården har i sin tur grävts ut, vilket möjliggjort uppförandet tre underjordiska föreläsningssalar, bland annat KAW (Knut och Alice Wallenberg), vilket är Handelshögskolans tekniskt mest avancerade föreläsningssal. Tillbyggnaderna ritades av Tengbomgruppen, Sveriges äldsta arkitektbyrå, grundad 1906 av Ivar Tengbom, som 1925 ritat högskolans huvudbyggnad. Arbetena utfördes av Looström & Gelin, Sveriges äldsta konstruktionsbyrå, grundad 1903 och som även utfört arbeten vid Handelsbankens kontor på Kungsträdgårdsgatan 4.

### Om- och tillbyggnader under 2000-talet
Inför skolans 100-årsjubileum år 2009 har några stora donationer gjorts från bland annat Knut och Alice Wallenbergs stiftelse och medlemmar av Handelshögskoleföreningen. Dessa har möjliggjort en större ombyggnad av skolans huvudbyggnad på Sveavägen 65. Byggnadens västra flygel mot Observatorielunden kommer att rivas och ersättas med en ny fyravåningslänga. På så vis kan högskolans kontors- och undervisningsyta utökas med cirka en tredjedel. Den nya flygeln möjliggör också byggande av ett glastak över skolans innergård. Den inglasade, och vintertid uppvärmda, innergården kommer att användas för representation.
Byggprojektet utfördes av Ahrbom & Partner, en arkitektbyrå grundad 1999. Byrån har lett flera och om- och tillbyggnationer av arkitektoniskt värdefulla miljöer, bland annat Kungliga Tekniska högskolans biblioteks nya prisbelönta lokaler, ombyggnaden av Ferdinand Bobergs Centralposthus och Stockholms rådhus.
Det omfattande renoveringsprojektet inleddes i slutet av september 2008, genom att Rotundan, ett stort cirkelrunt rum beläget på källarvåningen omedelbart under aulan, och Bananen, en korridor som löper söder om och runt Rotundan, stängdes av. Den tidigare underutnyttjade Rotundan ska enligt plan byggas om till Handelshögskolans i Stockholm Studentkårs nya pub med dansgolv. Detta möjliggör att kårens tidigare pub kan omvandlas till matsal. Handelshögskolan i Stockholm har tidigare varit ett av de få högskolor och universitet i Stockholm som saknat egen studentmatsal. Studentkåren gjorde i mitten av september 2008 en opinionsundersökning bland sina medlemmar; frågan var "Vad anser Du att Kåren bör fokusera på under den kommande terminen?". 47 procent av de tillfrågade svarade "Renovering av kårens lokaler" (det näst mest populära svarsalternativet, "Sociala aktiviteter", fick endast 18 procent av rösterna).

## Bertil Ohlins gata
I samband med 2013 års Ohlinföreläsning vid Handelshögskolan i Stockholm döptes den del av Saltmätargatan som ligger bakom Handelshögskolan i Stockholms huvudbyggnad om till Bertil Ohlins gata. Gatan invigdes av Stockholms skolborgarråd Lotta Edholm (FP), som är ordförande i utbildningsnämnden i Stockholms stad sedan 2006 och  gruppledare och främsta företrädare för Folkpartiet i Stockholms stad. Bertil Ohlin var professor i nationalekonomi vid Handelshögskolan i Stockholm åren 1929–1965 och partiledare för Folkpartiet åren 1944–1967. Ohlin var en av grundarna bakom Stockholmsskolan, hans viktigaste nationalekonomiska bidrag är det så kallade Heckscher-Ohlin-teoremet. Han tilldelades Sveriges Riksbanks pris i ekonomisk vetenskap till Alfred Nobels minne den 10 december 1977 för sina insatser inom handelsteori. Bertil Ohlin är far till Anne Wibble, Sveriges finansminister 1991–1994.